# Auguste Pilati
Pour les articles homonymes, voir Pilati.
Auguste Pilate dit Pilati est un chef d'orchestre et compositeur français né le 29 septembre 1810 à Bouchain (Nord) et mort le 1er août 1877 à Paris.

## Biographie
Auguste Pilate, dit Pilati, naît le 29 septembre 1810 à Bouchain, dans le Nord.
Il étudie au Conservatoire de Paris, où il obtient un 1er prix de solfège en 1823, avant d'être renvoyé de l'établissement.
Il fait ensuite carrière comme chef d'orchestre, dirigeant au théâtre de la Porte-Saint-Martin puis au théâtre Beaumarchais.
Comme compositeur, Auguste Pilati se fait d'abord un nom comme auteur de romances. Il compose ensuite de nombreux ouvrages lyriques, dont trente-deux opéras-comiques et opérettes.
Il a également composé des œuvres sous les pseudonymes d'A. P. Juliano et Wolfart.
Auguste Pilati meurt le 1er août 1877 à Paris.

## Œuvres
Au nombre des œuvres pour la scène de Pilati figurent notamment :
Ouvrages lyriques :
- La Modiste et le lord, livret de Deslandes et Didier, créé au théâtre des Variétés le 23 octobre 1833 ;
- Olivier Basselin, Brazier et de Courcy, théâtre de la Renaissance, 15 novembre 1838 ;
- Mademoiselle de Fontanges, Théaulon et P. Léotard, théâtre de la Renaissance, 11 mars 1839 ;
- La Naufrage de la Méduse, en collaboration avec Albert Grisar et Friedrich von Flotow, Cogniard frères, théâtre de la Renaissance, 31 mars 1839 ;
- Les Barricades de 1848, Brisebarre et Saint-Yves, Théâtre-Lyrique, 5 mars 1848.

- Les Étoiles, opéra-ballet, Calirville et Barrez, Théâtre-Lyrique, 6 février 1854 ;
- Ignace le retors, Théodore Julian (Mme Pilati) et Vasseur, théâtre des Folies-Nouvelles, 25 septembre 1858.

Ballets :
- Les Farfadets, théâtre de la Porte-Saint-Martin, 8 mai 1841 ;
- Les statues de l'Alcade, Bouffes-Parisiens, 29 décembre 1855 ;
- La Nymphe et le berger, Alcazar, 30 septembre 1875 ;
- Les Faux Brigands, Alcazar, 22 octobre 1875 ;
- Les Pêcheurs de Tarente, Folies-Oller, 14 novembre 1876.